# Bowers-Gletscher
Der Bowers-Gletscher ist ein Gletscher im ostantarktischen Viktorialand. In den Victory Mountains fließt er entlang der Westseite des Mount Northampton in nördlicher Richtung zum Tucker-Gletscher.
Der United States Geological Survey kartierte ihn anhand eigener Vermessungen und Luftaufnahmen der United States Navy aus den Jahren von 1960 bis 1962. Das Advisory Committee on Antarctic Names benannte ihn 1964 nach dem US-amerikanischen Meteorologen Chester H. Bowers, leitender US-Repräsentant auf der Hallett-Station im Jahr 1962.